# Mel McGonnigle
Mel McGonnigle (* 1940) ist ein US-amerikanischer Rockabilly-Musiker.

## Leben

### Kindheit und Jugend
McGonnigle wurde in seiner Jugend vor allem vom Rock ’n’ Roll geprägt. Vorbilder waren für ihn Künstler wie Little Richard, Chuck Berry und Carl Perkins. Nachdem er die High School 1957 abgeschlossen hatte, schlug er ein Stipendium am College aus und versuchte sich in der lokalen Musikszene von Boston.

### Karriere
McGonnigle begann, zusammen mit Ricky Coyne und dessen Band, den Guitar Rockers, in der Umgebung von Boston aufzutreten. 1958, McGonnigle war gerade 18 Jahre alt geworden, mietete er für 35 Dollar die Ace Recording Studios in Boston, um einige Demo-Bänder für sich aufzunehmen. Zusammen mit Ricky Coyne und den Guitar Rockers begann er, seine zwei selbstgeschriebenen Songs Rattle Shakin' Mama und Cheryl Baby einzuspielen, bis Produzent Herb Yakus sie unterbrach. Er bot McGonnigle einen Vertrag an und noch am selben Abend war McGonnigles erste Single fertig. Rattle Shakin' Mama / Cheryl Baby wurde 1958 auf dem kleinen Rocket-Label veröffentlicht, fand aber nur wenig Beachtung. Kurz nach Veröffentlichung der Single wurde McGonnigle für eine große Rock-’n’-Roll-Show in Boston gebucht, bei der er mit Stars wie Bill Haley, Shirley and Lee, Frankie Lymon und Frankie Avalon auftrat.
Rattle Shakin' Mama gilt für viele Sammler heute als typischer wilder Rockabilly, bei genauem Hören muss man jedoch feststellen, dass McGonnigle Schwierigkeiten hat, den Takt zu halten. Rick Anderson von Allmusic nannte McGonnigle daher musikalisch inkompetent, da „Mel McGonnigle’s valiant struggle to keep track of his song’s basic rhythmic structure would be funny if it weren't so sad.“
Doch noch 1958 brach McGonnigle seine Karriere ab und ging zur US Marine, wo er bis 1962 blieb. Danach heiratete er und arbeitete danach im Finanz- und Bankwesen, bis er 2008 in den Ruhestand ging. McGonnigle nahm in jüngster Vergangenheit vier neue Titel auf, die er im Internet veröffentlichte.
Rattle Shakin' Mama wurde seit 1974 über zehn Mal wiederveröffentlicht – das erste Mal auf der 1974 erschienenen LP I Love Rock and Roll der Collector Records. 2004 wurde der Titel auch auf der DVD Alan Freed’s Rock, Rock Rock verwendet. 2003 coverten Rockin' Ryan and the Goners Rattle Shakin' Mama.

## Diskografie
| Jahr | Titel                             | Label #    |
| ---- | --------------------------------- | ---------- |
| 1958 | Rattle Shakin' Mama / Cheryl Baby | Rocket 101 |